# Liễu Kính Ngôn
Liễu Kính Ngôn (chữ Hán: 柳敬言, 534–616) là hoàng hậu của Trần Tuyên Đế (陳宣帝) Trần Húc (陈顼) trong lịch sử Trung Quốc.

## Tiểu sử
Liễu Kính Ngôn sinh năm 534. Phụ thân là Liễu Uyển (柳偃), đại thần nhà Lương. Mẫu thân là Trường Thành công chúa Tiêu Ngọc Hạ (蕭玉姈), công chúa của Lương Vũ Đế.
Liễu Uyển xuất thân quan lại với ông nội là Liễu Thế Long (柳世隆), đại thần chủ chốt dưới triều Nam Tề Cao Đế và Nam Tề Vũ Đế, cha là Liễu Uẩn (柳惲), đại thần nhà Lương. Liễu Uyển qua đời khi đang là thứ sử Bá Dương (鄱陽), Liễu Kính Ngôn lên 8 tuổi. Bà có một người em trai là Liễu Phán (柳盼), lúc này bà đã gánh vác gia đình như người trưởng thành.
Khi phản tướng Hầu Cảnh tấn công thành Kiến Khang năm 548 và chiếm giữ thành năm 549, Liễu Kính Ngôn và Liễu Phán đến Giang Lăng nương nhờ người cậu là Tương Đông vương Tiêu Dịch. Tiêu Dịch đối đãi với chị em bà khá tốt.

## An Thành vương phi
Tháng 11 âm lịch năm 552, Tiêu Dịch xưng đế ở Giang Lăng, tức Lương Nguyên Đế. Nguyên Đế yêu cầu Trần Bá Tiên gửi con trai mình là Trần Xương và cháu là Trần Húc đến Giang Lăng, kinh đô mới làm con tin
Tại đây, Nguyên Đế đã ban hôn cho Liễu Kính Ngôn với Trần Húc. Trước đó, Trần Húc đã có vợ chính là Tiền thị, xuất thân thường dân, khi còn ở Nghĩa Hưng (義興). Năm 553, bà hạ sinh con trai đầu lòng là Trần Thúc Bảo. Năm 554, Tây Ngụy tấn công Giang Lăng, và đến tết 555, giết chết Lương Nguyên Đế. Trần Húc và Trần Xương bị bắt giữ, giải đến Trường An trong khi Liễu Kính Ngôn và con trai bị bỏ lại Nhương Thành (穰城).
Năm 557, Trần Bá Tiên kết thúc nhà Lương, thành lập nhà Trần. Trong khi Trần Húc đang bị Tây Ngụy giam giữ, anh trai ông là Trần Văn Đế đã phong tước hiệu của ông là An Thành vương. Năm 560, chính quyền kế thừa của Tây Ngụy- Bắc Chu- bắt đầu thương lượng với Trần, đề xuất trao trả Trần Húc. Năm 562, sau khi Trần Văn Đế trao thành Lỗ Sơn (魯山) cho Bắc Chu để trao đổi, Trần Húc đã được phép trở về Trần. Ban đầu, Liễu Kính Ngôn và Trần Thúc Bảo chưa được phép trở về, song sau khi có thêm các cuộc thương lượng, họ cũng được trở về Trần. Trần Húc cũng nghênh tiếp nguyên phối Tiền thị đến phủ của mình, song do vương phi Liễu Kính Ngôn có xuất thân danh giá khi là nữ nhi của một công chúa Lương nên vẫn là chính thất, bà giữ tước hiệu An Thành vương phi.
Mùa xuân năm 566, Trần Văn Đế lâm bệnh trọng và băng hà. Thái tử Trần Bá Tông đăng cơ kế vị, tức Trần Phế Đế. Mùa đông năm 568, Trần Húc đã ban một chiếu chỉ nhân danh Chương thái hoàng thái hậu, vu cáo và phế truất cháu mình Trần Bá Tông.

## Hoàng hậu
Trần Húc đã để trống hoàng vị trong hơn một tháng, song cuối cùng đã đăng cơ vào mùa xuân năm 569, trở thành Trần Tuyên Đế. Ông phong vương phi Liễu Kính Ngôn của mình làm hoàng hậu và lập con cả là Trần Thúc Bảo làm thái tử.
Liễu hoàng hậu được mô tả là xinh đẹp, cao ráo và khiêm nhường. Hiểu rõ rằng Tiền thị là người vợ đầu tiên của Tuyên Đế. Tuy Tiền thị được sắc phong làm Quý phi (貴妃) nhưng Liễu hoàng hậu luôn tôn trọng Tiền quý phi như chính thất, thường xuyên cung cấp sản vật quý cho Tiền quý phi còn phần mình thì sử dụng sản vật thấp hơn.

## Hoàng thái hậu
Đến mùa xuân năm 582, Tuyên Đế lâm bệnh. Thái tử Trần Thúc Bảo cùng các hoàng đệ là Thủy Hưng vương Trần Thúc Lăng (陳叔陵) và Trường Sa vương Trần Thúc Kiên (陳叔堅) đã đến cạnh phụ hoàng. Tuy nhiên, Trần Thúc Lăng là người tham vọng và có mưu đồ trở thành hoàng đế. Khi Trần Tuyên Đế băng hà, trong lúc Trần Thúc Bảo than khóc trước linh cữu của phụ thân, Trần Thúc Lăng đã rút ra một con dao sắc nhọn và đâm vào cổ Trần Thúc Bảo. Thúc Bảo bị thương trí mạng, ngất trên sàn. Hoàng hậu Liễu Kính Ngôn đã cố ngăn Trần Thúc Lăng, song cũng bị đâm vài phát trọng thương. Tuy nhiên, nhũ mẫu Ngô thị đã ôm chặt Trần Thúc Lăng, Trần Thúc Bảo thừa cơ bò dậy trốn đi. Trần Thúc Lăng đã trốn thoát và huy động tư binh, xá miễn cho tù phạm để dùng làm binh, tiến hành đảo chính quân sự cùng đường huynh Tân An vương Trần Bá Cố (陳伯固, nhi tử của Văn Đế). Liễu hoàng hậu, trong khi bản thân mình cũng bị thương và mất kiểm soát tình hình. Cấm vệ quân sau đó đã đánh bại Thúc Lãng và Bá Cố. Cả hai đã bị xứ tử. Các nhi tử của Trần Thúc Lăng đều bị buộc phải tự sát, còn các nhi tử của Trần Bá Cố bị giáng làm thứ dân.
Ba ngày sau nỗ lực chính biến, Trần Thúc Bảo đăng cơ trong khi vẫn còn bị thương nặng. Ông tôn Liễu hoàng hậu làm hoàng thái hậu,
Ban đầu, Trần Thúc Bảo vẫn đang quá trình hồi phục sau chấn thương, Liễu thái hậu nhiếp chính với sự hỗ trợ của Trần Thúc Kiên. Sau khi Trần Thúc Bảo hồi phục, Liễu thái hậu trao trả lại quyền lực cho ông.
Năm 589, nhà Tùy tiêu diệt nhà Trần. Liễu Kính Ngôn cùng cả hoàng tộc Trần áp giải đến Trường An. Sau đó bà sống tại phía đông thành Lạc Dương. Bà qua đời năm 616 và được an táng tại Lạc Dương chứ không phải với Tuyên Đế.